# Bulbophyllum chrysotes
Bulbophyllum chrysotes là một loài phong lan thuộc chi Bulbophyllum.